# Trichopteryx
Genre
Trichopteryx est un genre de plantes monocotylédones de la famille des Poaceae, sous-famille des Panicoideae, originaire d'Afrique, qui comprend cinq espèces.

## Liste d'espèces
Selon World Checklist of Selected Plant Families (WCSP) (2 janvier 2017) :
- Trichopteryx dregeana Nees (1841)
- Trichopteryx elegantula (Hook.f.) Stapf (1895)
- Trichopteryx fruticulosa Chiov. (1914)
- Trichopteryx marungensis Chiov., Nuovo Giorn. Bot. Ital., n.s. (1919)
- Trichopteryx stolziana Henrard (1922)